# Sociálně aktivizační služby pro rodiny s dětmi

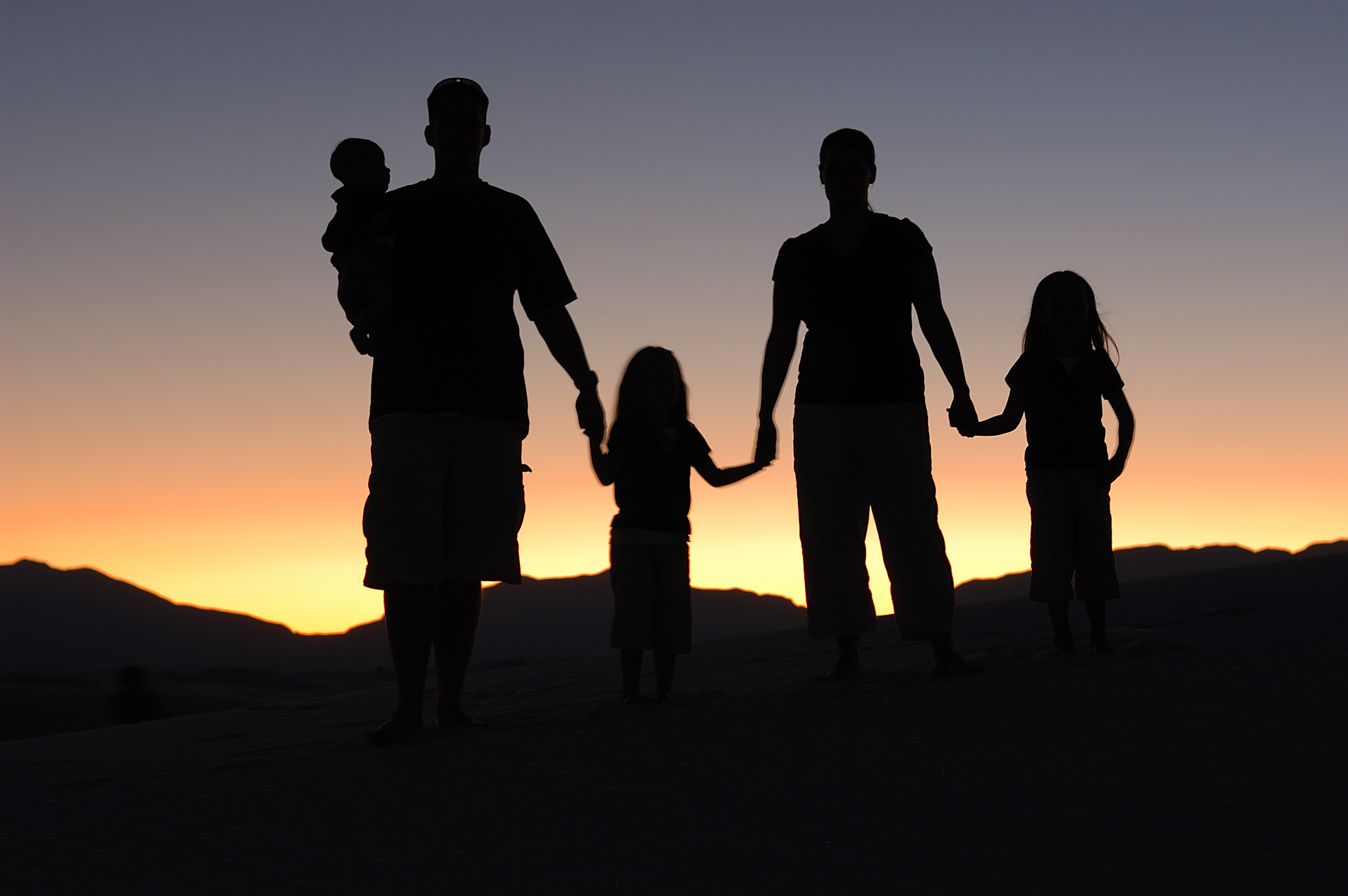
Služby pro rodiny s dětmi

Sociálně aktivizační služby pro rodiny s dětmi patří mezi sociální služby dle zákona o sociálních službách.
Zajišťují podporu rodinám s jedním nebo více dětmi do 18 let, u kterých je jejich vývoj ohrožen kvůli dlouhodobě nepříznivé sociální situaci (špatné bytové podmínky, nezaměstnanost, dluhy apod.). Tento stav nejsou rodiče schopni sami bez pomoci překonat a jeho důsledky navíc ohrožují vývoj dětí.

## Obecná charakteristika služby
- Posláním sociálně aktivizačních služeb pro rodiny s dětmi je bezplatné poskytování pomoci, podpory a poradenství rodinám s dětmi, které žijí ve vyloučených lokalitách, rodinách žijícím v sociálním vyloučení nebo které jím jsou ohroženy. A to především kvůli nepříznivé životní situaci, kterou rodiče nejsou schopni vlastními silami vyřešit a překonat a díky které je navíc ohrožen vývoj dětí a fungování rodiny.
- Obsahem spolupráce je individuální sociální pomoc a poradenství při uplatňování práv a oprávněných zájmů rodičů a jejich dětí, získávání a prohlubování rodičovských schopností, dovedností a kompetencí, zlepšení hospodaření rodiny, prevence zadlužení a ztráty bydlení. Náplní služby také je zlepšení života dětí a jejich úspěšnosti ve vzdělání včetně prevence předčasného ukončování jejich vzdělání.
- Sociálně aktivizační služby pro rodiny s dětmi se snaží předcházet a snižovat míru sociálního vyloučení rodin s dětmi prostřednictvím kvalitní a profesionální spolupráce pracovníka s rodinou. Jsou časově náročné, protože pracovník si nejdříve musí získat důvěru členů rodiny, než s nimi následně může začít pracovat na zlepšení jejich situace. Spolupráce trvá zpravidla 6 měsíců a jeden pracovník je schopen efektivně pracovat s 10 rodinami.
- Sociálně aktivizační služby pro rodiny s dětmi navíc doplňují další sociální služby jako např. nízkoprahová zařízení pro děti a mládež a azylové domy. Pracovníci se také snaží efektivně spolupracovat s institucemi, které se mohou podílet na vyřešení situace klienta (OSPOD, sociální kurátoři pro mládež, školská zařízení, Policie ČR, probační a mediační služba, úřady práce apod.). Sociální služby musí být zaregistrovány dle zákona č. 108/2006 Sb., o sociálních službách, ať už je poskytuje sama obec nebo neziskové organizace.

## Formy služby
Sociálně aktivizační služby pro rodiny s dětmi mohou být poskytovány buď ambulantně, nebo především terénně v přirozeném prostředí rodiny. Tu se pracovníci snaží motivovat a aktivizovat ke změně v tíživém období. Snaží se rodiče podporovat v jejich kompetencích, zůstávají v roli průvodce a usilují, aby se rodiče na řešení problému spolupodíleli a zodpovědnost za řešení situace zůstala na jejich straně.

## Cílová skupina
Služby jsou určeny pro rodiny s dětmi, které jsou sociálně vyloučeny nebo jsou sociálním vyloučením ohroženy. Klienti z této cílové skupiny zpravidla „nedosáhnou“ na běžně dostupné služby. A to především proto, že o nich neví, nebo je nedokážou využít. Někteří navíc splňují i další kritéria sociálního vyloučení, mezi jehož hlavní znaky patří nezaměstnanost, nízký nebo žádný příjem, závislost na dávkách, malá sociální mobilita a obtíže při kontaktu s institucemi. Tato neschopnost ovlivňuje rodiče v jejich péči o děti a ohrožuje jejich vývoj. Rodina není schopna tyto situace sama překonat.
Služby nejsou určeny rodinám bez dětí nebo s dětmi staršími 18 let.

## Základní činnosti služby
Dle vyhlášky Ministerstva práce a sociálních věcí č. 505/2006 Sb. se základní činnosti sociálně aktivizačních služeb pro rodiny s dětmi dělí a zajišťují takto:
a) výchovné, vzdělávací a aktivizační činnosti:
- pracovně výchovná činnost s dětmi
- pracovně výchovná činnost s dospělými, například podpora a nácvik rodičovského chování včetně vedení hospodaření a udržování domácnosti, podpora a nácvik sociálních kompetencí v jednání na úřadech, školách, školských zařízeních; přitom alespoň 70 % těchto činností je zajišťováno formou terénní služby
- nácvik a upevňování motorických, psychických a sociálních schopností a dovedností dítěte
- zajištění podmínek a poskytnutí podpory pro přiměřené vzdělávání dětí
- zajištění podmínek pro společensky přijatelné volnočasové aktivity

b) zprostředkování kontaktu se společenským prostředím:
- doprovázení dětí do školy, školského zařízení, k lékaři, na zájmové aktivity a doprovázení zpět

c) sociálně terapeutické činnosti:
- socioterapeutické činnosti, jejichž poskytování vede k rozvoji nebo udržení osobních a sociálních schopností a dovedností podporujících sociální začleňování osob

d) pomoc při uplatňování práv, oprávněných zájmů a při obstarávání osobních záležitostí:
- pomoc při vyřizování běžných záležitostí
- pomoc při obnovení nebo upevnění kontaktu s rodinou a pomoc a podpora při dalších aktivitách podporujících sociální začleňování osob

## Cíle služby
Prvotním plánem sociálně aktivizačních služeb pro rodiny s dětmi je zabránit zhoršování nepříznivé životní situace. Hlavním záměrem pak je dosáhnout zlepšení životní úrovně rodiny a to také díky zvýšení sociálních dovedností jejich jednotlivých členů. Cílem je dosáhnout toho, aby rodina byla samostatně schopná zvládat problémy každodenního života a zajistit tak svým dětem v rámci svých možností odpovídající prostředí k jejich všestrannému vývoji.
Služba se také efektivně osvědčila jako prevence „odebírání dětí“ a šetří tak náklady spojené s ústavní výchovou.

## Zásady služby
- Poskytování sociálně aktivizačních služeb pro rodiny s dětmi se řídí standardy[3] a je v souladu s právními normami České republiky a Evropské unie a také Etickým kodexem sociálních pracovníků České republiky.[4]
- Nedochází k diskriminaci klientů z důvodu jejich věku, barvy pleti, mateřského jazyka, pohlaví, sexuální orientace, rodinného stavu, ekonomické situace a nebo jejich etnické, národnostní, sociální, náboženské či jiné příslušnosti.
- Služby respektují jedinečnost, důstojnost a nezávislost klienta, jeho soukromí a právo vlastní volby. Spolupráce je vykonávána na základě svobodné vůle, klient spolupracuje dobrovolně. Zde je možná metodická kolize, kdy  je nařízena spolupráce ze strany OSPOD, tudíž klient službu neužívá dobrovolně.
- Bez souhlasu klienta nejsou poskytovány žádné informace třetím osobám. Výjimkou je poskytnutí informací ze zákona (OSPOD) či vyžádání informací orgány činnými v trestním řízení a soudy. Klient je s poskytnutím těchto informací vždy seznámen.
- Služba je poskytována s důrazem na zplnomocňování klienta. Je navíc poskytována takovým způsobem, aby uživatel nebyl na službě závislý. Je motivován k řešení dané situace.
- Charakter a forma poskytování služby podporuje sociální integraci jejich uživatelů do společnosti, je poskytována přímo v přirozeném prostředí klienta se snahou v maximální možné míře využít přirozené sociální zdroje klienta (rodina, příbuzní, apod.).
- Blaho dítěte je nadřazeno nad všemi ostatními zájmy, včetně zájmu rodičů, a je předním hlediskem i při poskytování sociální služby. Primární zodpovědnost za blaho dítěte náleží rodičům nikoli poskytovateli služby.
- Služby jsou poskytovány zdarma.

## Zdroje financování
- Dotace Ministerstva práce a sociálních věcí ČR na poskytování sociálních služeb
- Operační program Lidské zdroje a zaměstnanost, výzva č. 55 k předkládání individuálních projektů zaměřených na integraci příslušníků romských lokalit
- Operační program Lidské zdroje a zaměstnanost, výzva č. 19 pro předkládání grantových projektů v rámci oblasti podpory 3.2 – Podpora sociální integrace příslušníků romských lokalit: číslo globálního projektu: CZ.1.04/3.2.01
- Výzva Integrovaného operačního programu 3.1b) investiční podpora při zajištění dostupnosti takových služeb, které umožní návrat příslušníků nejvíce ohrožených sociálně vyloučených romských lokalit zpět na trh práce a do společnosti
- Operační program Lidské zdroje a zaměstnanost, 3.2 Podpora sociální integrace příslušníků romských lokalit[5]

## Poskytovatelé služeb
Někteří poskytovatelé sociálně aktivizačních služeb v České republice:
- Centrum dětí a mládeže Teen Challenge International ČR[6]
- Člověk v tísni
- Střep[7]
- Maltézská pomoc[8]
- Rodina v centru
- Salesiáni Dona Boska – v Teplicích a v Plzni

### Legislativa
- Zákon č. 108/2006 Sb. o sociálních službách, dostupný např. na Zákony pro lidi.cz
- Vyhláška Ministerstva práce a sociálních věcí České republiky č. 505/2006 Sb., dostupná např. na Zákony pro lidi.cz